# Beogradska Banka

Logo der Beogradska Banka (1977)

Die Beogradska Banka (in kyrillischer Schrift: Београдска Банка; Belgrader Bank) war eine Bank in Jugoslawien.
Sie entstand am 1. Januar 1971 durch die Fusion der Privredna Banka u Beogradu (Wirtschaftsbank in Belgrad) mit der Beogradska Udružena Banka (Belgrader Vereinigte Bank) und war fortan die größte jugoslawische Bank. Sie unterhielt auch Geschäftsstellen im Ausland, u. a. in Wien, Düsseldorf, Hannover, Stuttgart, München, Frankfurt am Main und Ost-Berlin. Im Jahr 1978 wurde die Bank nach der Vereinigung mit den zur Jugoslovenska Investiciona Banka Beograd (Jugoslawische Investitionsbank Belgrad) gehörenden Banken in Udružena Beogradska Banka (Vereinigte Belgrader Bank) umbenannt, 1991 nahm sie wieder den Namen Beogradska Banka an.
In den Jahren 1978 bis 1983 war Slobodan Milošević Direktor der Beogradska Banka.
In den 1990er Jahren, während der Sanktionen gegen Rest-Jugoslawien, wurden über die Bank einige Milliarden an staatlichen Geldern an Off-Shore-Unternehmen auf Zypern verschoben, um das UN-Embargo zu umgehen. Diese Unternehmen gehörten dem Milošević-Regime und seinen Helfern. Die Beogradska Bank, der leitende Direktor der Bank, Zoran Marković, dessen Stellvertreter und viele weitere leitende Angestellte der Bank wurden von der EU infolge der Vorgänge als Helfer des Milosević-Regimes bezeichnet.
Nach der friedlichen Revolution 2000 wurden die Vorgänge in der Bank untersucht, aber es kam zu keinem Strafverfahren.
2002 wurde die Bank geschlossen, nachdem ihr die Banklizenz entzogen wurde. Grund hierfür war vor allem der Druck des Internationalen Währungsfonds, welcher unter anderem den mangelnden Wettbewerb in Serbien und Montenegro bemängelte. Vier Banken (Beogradska Banka, Investbanka, Beobanka und Jugobanka) dominierten den Finanzmarkt mit einem Marktanteil im Investment-, Export- und Privatkundengeschäft von ca. 90 %. Bei der Auflösung der Banken sind Tausende Bankangestellte von einem Tag auf den anderen arbeitslos geworden.